# Eupithecia spadix
Pareupithecia spadix là một loài bướm đêm trong họ Geometridae.